# ANB T1–T3
Die Akkumulatortriebwagen T1–T3 der Alsternordbahn wurden 1953 von der Maschinenbau Kiel gebaut. Sie wurden auf der Strecke von Ochsenzoll nach Ulzburg eingesetzt und waren bis 1967 in Betrieb.

## Geschichte und Einsatz
Für die Strecke Ochsenzoll–Ulzburg der Alsternordbahn war in der Hauptverkehrszeit ein 20-Minuten-Takt, dazwischen ein Takt von 40 bis 60 Minuten vorgesehen. Dies waren pro Tag etwa 24 Zugpaare.
Die Triebwagen wurden mit Akkumulatoren ausgestattet, die eine Reichweite von 130 bis 160 km ermöglichten. Damit sollten fünf Umläufe Ochsenzoll–Ulzburg einschließlich der Fahrten zum Betriebswerk von Ulzburg nach Kaltenkirchen erreicht werden.
Für diese Einsätze wurden von der Maschinenbau Kiel drei Trieb- und zwei Beiwagen gleicher Form und Abmaße beschafft. Bei den ersten Einsätzen zeigte sich ein unruhiger Lauf, der einen Umbau beim Hersteller erforderlich machte.
Im Dauerbetrieb zeigte sich, dass die Kapazität der Akkumulatoren nicht ausreichte, was auf die Fahrweise auf Grund der angespannten Fahrplanlage zurückzuführen war. Beim Anhalten musste daher auf ein stromloses Auslaufen verzichtet werden. Die Folge waren Tiefentladungen. Die Reichweite der Akkus wurde deshalb auf 100 km festgelegt.
Dies führte insgesamt zu einer negativen Beurteilung der Fahrzeuge, sodass entschieden wurde, bei einer Nachbestellung auf Dieseltriebwagen zurückzugreifen. Daher wurden später MAN-Schienenbusse gekauft, die Akkumulatorentriebwagen wurden 1967 ausgemustert.

## Konstruktion
Die Fahrzeuge waren in Leichtbauweise hergestellt. Zwischen den Einstiegen, in denen der Triebwagenführer seinen Arbeitsplatz hatte, befand sich das Fahrgastabteil mit 38 Sitzplätzen. Weitere Sitzplätze waren im Einstiegsraum als Klappsitze vorhanden. Die Einstiegstüren waren als Drehfalttüren ausgebildet. Ursprünglich hatten die Einstiegsräume in der Stirnseite Türen für den Übergang des Zugpersonals. Bei einer Umbaumaßnahme wurden sie entfernt.
Das Laufwerk war zunächst zweiachsig. Als sich unruhiger Lauf herausstellte, erhielten die Triebwagen zwei Drehgestelle mit einer größeren Antriebs- und einer kleineren Laufachse. Dabei lag die Laufachse auf der Außenseite der Fahrzeuge. Die Beiwagen erhielten Laufdrehgestelle. Durch diesen Umbau verbesserte sich das Laufverhalten erheblich.
Die elektrischen Fahrmotoren wurden von der AEG geliefert und waren Gleichstrommotoren in Tatzlager-Bauweise für eine Betriebsspannung von 336 V. Sie konnten auch zum Bremsen mit verwendet werden. Die Akkumulatoren wurden von der Akkumulatorenfabrik Hagen hergestellt. Jeder Batteriesatz bestand aus 168 Zellen. Für die Akkumulatorentriebwagen standen insgesamt vier Batteriesätze zur Verfügung, einer war Reserve. Der Batteriesatz war im Triebwagen an der Längsseite in Batteriefächern untergebracht. Die Fahrzeugsteuerung erfolgte in vier Stufen über einen Fahrschalter. Ausgerüstet waren die Fahrzeuge mit der vollautomatischen Scharfenbergkupplung.